# Hôpital de l'amitié turco-palestinienne
L'hôpital de l'amitié turco-palestinienne de Gaza est construit et équipé par l'agence turque de coopération et de développement (TİKA). La construction de l'hôpital commence en 2010 pendant le mandat de Recep Tayyip Erdoğan, lorsque le conseil d'administration de l'université islamique de Gaza demande la construction d'un hôpital de formation et de recherche pour l'université dans la bande de Gaza. La TİKA est ensuite chargée de construire l'hôpital de l'amitié turco-palestinienne, qui débute en 2011 et s'achève en 2017, pour un coût total de 70 millions de dollars américains.
Le 30 octobre 2023 l'hôpital est bombardé par l'aviation israélienne.
Il est détruit par l'armée israélienne le 21 mars 2025.